# 関東学院大学ラグビー部大麻事件
関東学院大学ラグビー部大麻事件（かんとうがくいんだいがくラグビーぶたいまじけん）は、日本で発生した大麻事件。

## 概要
2007年（平成19年）、関東学院大学ラグビー部に在籍する大学生2人が、大学の合宿所となっていたマンションの相部屋で自己使用目的で大麻草を栽培していた。このことについて大学職員から神奈川県警察金沢警察署に相談があり、警察署員が部屋を調べたところ、大麻草が発見されたため、2007年（平成19年）11月8日、神奈川県警察金沢警察署はこの2人を大麻取締法違反容疑で現行犯逮捕。2人は11月4日に関東大学ラグビーリーグ戦グループで関東学院大学が大東文化大学を下して優勝を決めた試合でベンチ入りしていた。2人は飲食店のクラブで吸っている人を見て興味を持ち、同年1月頃にマニュアル本を購入、ラグビー部の夏合宿が終わった後の9月ごろから部屋の押入れの中で大麻草16本を栽培していた。
逮捕された1人は、大麻の種を買い高校時代の友人に受け取らせるということをしていた。このことから専修大学に通う大学生1人が逮捕される。9月に英国へのラグビー部の遠征が行われ、この時に英国で大麻の種を買い国内に持ち込むということもしていた。
11月8日に2人が逮捕された件では、他の部員は大学での調査では関与を否定していた。だが逮捕された2人への警察の取調べでは、他の十数人のラグビー部員も吸ったと供述していた。神奈川県警は計12人の部員に対して任意で事情聴取をしたところ、ほとんどが大麻を吸っていたことを認めたことが12月3日に明らかとなる。監督らが1人1人に対して聞き取り調査を行ったときには全員が否定しており、学長をリーダーとして委員会を設置し、ラグビー部でも研修会を実施するなど再発防止に向けて進められた矢先であった。

## 事件の影響
11月8日に部員が逮捕された件で、翌11月9日にNHK教育テレビジョンで再放送の予定であった『知るを楽しむ』が、急遽別の番組に差し替えられた。この番組は、当時にラグビー部の監督であった春口廣を取り上げるという回であり、全4回放送されるシリーズで、差し替えられたのは4回目の最終回であった。NHKによると、春口監督本人からの連絡があり、事件の社会的な反響の大きさも考慮した結果、番組を差し替える対応を取った。

## 関係者の処分
2007年（平成19年）11月9日、ラグビー部は翌年3月末までの試合を自粛することを決めた。また、逮捕された2人は同日付で退部処分、春口監督は3ヶ月の活動停止処分、部長は辞任した。
当初、春口監督は「（2人以外の）部員たちには罪はない。彼ら自身で練習を重ねて克服し、リーグ戦などに出場してほしい」として残りの試合に出場する方針で進めていた。
しかし、関東ラグビー協会会長は「テレビで見ただけだが、私たちとしてはちょっと甘いんじゃないかと思う」と述べて来年3月末までの試合への出場の自粛を求めた。これを受けて関東学院大学は試合の出場を自粛するとともに関係者の処分を決定し、関東大学ラグビーリーグ戦優勝を返上した。
2007年（平成19年）12月4日、関東学院大学は今年度の全ての活動を停止することとし、春口監督は全てが自らの責任であるとして辞任を申し出た。春口監督は1974年に就任後、弱小であった部を強豪にまで育て上げていた。部員数が増加して目が行き届かず悩んでた時期もあったが、来るものは拒まずの方針で部員数を制限していなかった。
2007年（平成19年）12月28日、横浜地検は書類送検したラグビー部員12人を不起訴処分とした。